# Adventure Sports Fair
Adventure Sports Fair (em português, Feira de Esportes de Aventura) é a maior feira de esportes e turismo de aventura da América Latina e acontece desde 1999, em São Paulo, reunindo aventureiros de todas as partes, bem como pessoas que se identificam com esse estilo de vida. 
Além de palestras com os mais importantes aventureiros, o evento contempla uma feira de turismo de aventura, uma feira de equipamentos, roupas e calçados para os esportes de aventura e ainda uma área de veículos como jipes, barcos, aviões, bicicletas etc. Durante o evento, os visitantes também podem desfrutar de diversas atrações interativas. A feira proporciona novas experiências ao público e, para isso, são montadas pistas para test drive de veículos off-road, pistas para prática de esqui, além de tanque para mergulho, tanque para testes de caiaques, tirolesa, parede de escalada, gelo para caminhada, etc.
Em 2010, a Adventure Sports Fair chegou à sua 12ª edição, realizando-se entre os dias 23 e 26 de setembro no Pavilhão de Exposições do Anhembi.